# حسین محمد ارشاد
حسین محمد ارشاد (بنگالی: হুসেইন মুহাম্মদ এরশাদ؛ زادهٔ ۱ فوریهٔ ۱۹۳۰ – درگذشته ۱۴ ژوئیه ۲۰۱۹) یک سیاست‌مدار اهل بنگلادش بود.